# Bulbophyllum weberi
Bulbophyllum weberi là một loài phong lan thuộc chi Bulbophyllum.